# بهاران در بهار
بهاران در بهار یک مجموعهٔ تلویزیونی ایرانی به کارگردانی «غلامرضا رمضانی» است که در سال ۱۳۷۳ تولید و در ماه رمضان ۱۳۷۴ از شبکه ۲ سیمای جمهوری اسلامی ایران پخش گردید.

## خلاصه داستان
«نصرت» به طمع به‌دست آوردن زمینهای «معمار» تلاش می‌کند پسرش «جواد» را به عقد دخترِ معمار درآورد. از طرفی پسرش جواد که در کارگاه «آقارضا» کار می‌کند، به دختر او «معصومه» علاقمند است؛ اما «صادق» برادر معصومه با این ازدواج موافق نیست. در این میان کارگاه آقارضا به شکل مرموزی آتش می‌گیرد و کتیبه‌ای قدیمی و گرانبها نیز مفقود می‌شود. این واقعه، درگیری‌های جدیدی را در پی دارد و…

## بازیگران و عوامل تولید

### بازیگران
- رضا بابک
- رضا خندان
- پروین میکده
- هما خاکپاش
- فاطمه طاهری
- رضا ایران‌منش
- پرستو گلستانی
- فرهاد اصلانی
- نعمت‌الله گرجی
- بهروز مسروری
- مرتضی ضرابی
- فیروز بهجت‌محمدی
- مهرانه مهین ترابی
- نجفعلی هادی
- اصغر زمانی
- حمیدرضا مرادی

### عوامل تولید
- نویسنده و کارگردان: غلامرضا رمضانی
- فیلمنامه: تیرداد سخایی
- بازنویسی فیلمنامه: غلامرضا رمضانی
- تصویربردار: جواد صفا
- تدوین: غلامرضا خضوعی
- موسیقی: فرید شب‌خیز
- تهیه‌کننده: ابراهیم پورمنصوری
- فرمت تصویر: ویدئویی
- مدت زمان: ۶۵۰ دقیقه
- تعداد قسمت‌ها: ۱۴ قسمت
- محصول: گروه فیلم و سریال شبکه ۲ سیمای جمهوری اسلامی ایران
- سال تولید: ۱۳۷۳
- سال پخش: رمضان ۱۳۷۴